# 아카데미 오브 아트 대학교

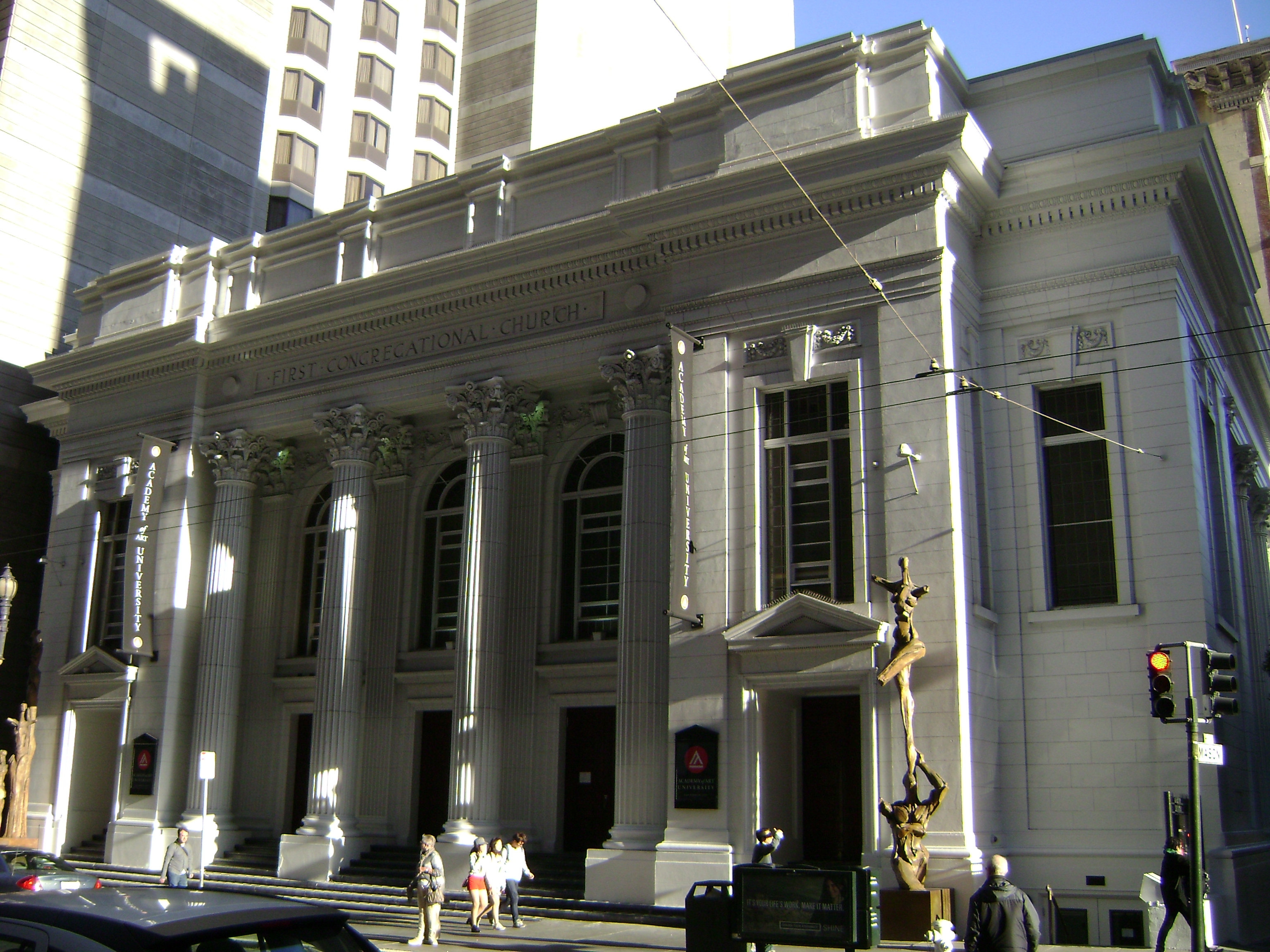

아카데미 오브 아트 대학교(Academy of Art University, AAU, ART U, 이전 교명: 아카데미 오브 아트 칼리지/Academy of Art College, 리처드 스티븐스 아카데미 오브 아트/Richard Stephens Academy of Art)는 미국 캘리포니아주 샌프란시스코에 위치한 비영리 사립 미술학교이다. 1929년에 리처드 S. 스티븐스에 의해 아카데미 오브 애드버타이징 아트(Academy of Advertising Art)라는 교명으로 설립되었다. 2020년 가을에 202명의 풀타임 교사, 621명의 파트타임 교직원, 7,805명의 학생이 등록되었다. 이는 미국 최대의 사립 예술 및 디자인 학교로 주장된다.

## 같이 보기
- 캘리포니아주의 대학 목록